# B'nai B'rith

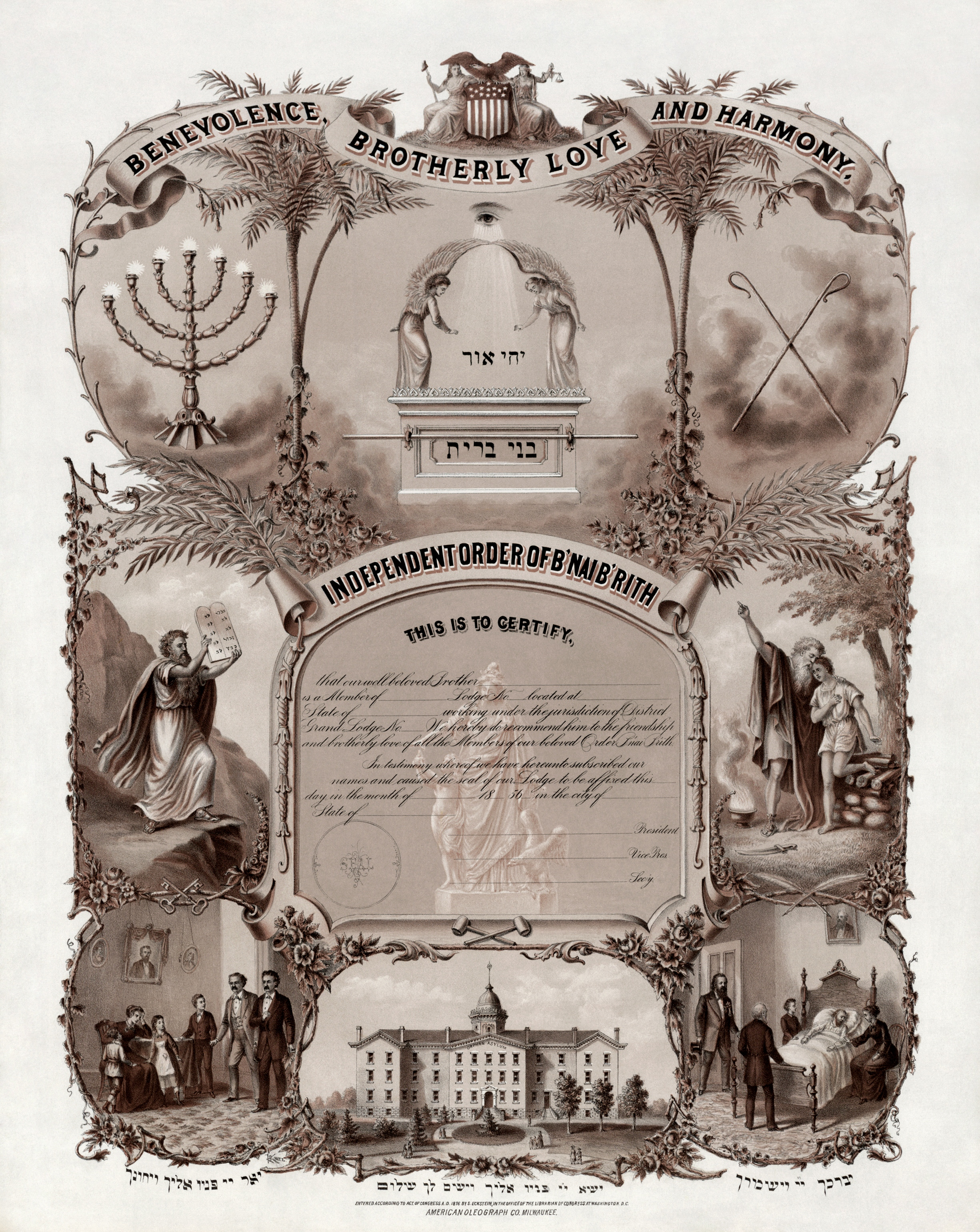
Um certificado de adesão em branco, de 1876.

A Ordem Independente de B'nai B'rith (בני ברית) (Os Filhos da Aliança em idioma hebraico) é a mais antiga organização judaica em todo o mundo e também a mais antiga organização dedicada aos Direitos Humanos ainda em funcionamento. Funciona sob uma estrutura semelhante à da maçonaria.

## História
Fundada na cidade de Nova York em 13 de outubro de 1843 por Henry Jones e onze outras pessoas, a B’nai B’rith se dedica a inúmeros serviços sociais dentro e fora da Comunidade Judaica, como assistência médico-hospitalar a pessoas carentes, campanhas humanitárias em favor de vítimas de guerras e desastres naturais, educação, combate ao racismo, ao antissemitismo e à discriminação de todas as espécies, além da defesa do sionismo e dos Direitos Humanos. Presente em 47 países, a B’nai B’rith é considerada uma Organização Não Governamental (ONG). É formada por voluntários, que se reúnem em grupos, denominados “lojas”.

## No Brasil
A organização chegou ao Brasil no ano de 1931, mas foi banida durante a vigência da ditadura do Estado Novo (1937-1945). Voltou às atividades com a redemocratização e se tornou um distrito independente em 1969. Desde então tem contribuído com a criação e o aperfeiçoamento de leis nacionais contra o racismo. Desta filosofia decorre a série de programas de relações sociais entre judeus e não judeus, o incentivo permanente à fraternidade, ao diálogo inter-religioso, a educação democrática e ao trabalho social, viabilizando parcerias com outros setores da sociedade. A B’nai B’rith mantem lojas nos estados de São Paulo, Rio de Janeiro, Paraná e Rio Grande do Sul.